# 나키리정
나키리정(波切町)은 일본 미에현 시마군에 설치되었던 정이다. 현재의 시마시의 일부에 해당한다.